# Minúscula 53
Minúscula 53 (en la numeración Gregory-Aland), ε 444 (Soden) es un manuscrito griego en minúsculas del Nuevo Testamento, en hojas de pergamino. Es datado paleográficamente en el siglo XIII o XIV. Tiene marginalia.

## Descripción
El códice contiene el texto completo de los cuatro Evangelios en 140 hojas (tamaño de 15.5 cm por 11.5 cm). El texto está escrito en una columna por página, 29-33 líneas por página. Las letras iniciales están en tinta roja. El manuscrito está bellamente escrito.
El texto está dividido de acuerdo a los κεφαλαια (capítulos), cuyos números se colocan al margen del texto, con los τιτλοι (títulos) en la parte superior de las páginas. No tiene la división de las Secciones Amonianas, sin referencias a los Cánones de Eusebio.
Contiene Prolegómenos, y suscripciones al final de cada Evangelio.

## Texto
El texto griego de este códice es representativo del tipo textual bizantino. Aland lo colocó en la Categoría V. Según el Perfil del Método de Claremont, representa a la familia Kx en Lucas 1 y Lucas 20. En Lucas 10 ningún perfil fue hecho. Crea un par textual junto a 902.
Textualmente está cerca de 271.

## Historia
El nombre del escriba fue probablemente Nicholas (?). El manuscrito fue examinado por John Mill (Selden 1). C. R. Gregory lo vio en 1883.
En la actualidad se encuentra en la Bodleian Library (Selden Supra 28), en Oxford.

## Lectura adicional
- Gregory, Caspar René (1900). Textkritik des Neuen Testamentes 1. Leipzig: J.C. Hinrichs'sche Buchhandlung. p. 140–141.

- Datos: Q1937627